# فيولا حقي
فيولا حقي (بالهولندية: Viola Haqi)‏ وهي عارضة أزياء هولندية من أصل عراقي، ولدت في يوم 8 فبراير 1981 في مدينة أمستردام عاصمة هولندا وأزيائها هي خليط بين الأزياء العراقية والهولندية.

## روابط خارجية
- فيولا حقي على موقع دليل عارضات الأزياء (الإنجليزية)